# Głębinówka ślepa
Głębinówka ślepa (Bathynella natans) – gatunek reliktowego skorupiaka z podgromady raków jaskiniowych. Długość ciała 1–2 mm; odżywia się detrytusem. Zamieszkuje wody podziemne Europy Środkowej i Zachodniej; spotykana także w studniach i wodociągach z niechlorowaną wodą źródlaną. W Polsce została odnaleziona w Kotlinie Kłodzkiej i na Podhalu.